# Mazán Kálmán
Mazán Kálmán (Budapest, 1929. február 28. – Kiskunhalas, 2002. április 30.) textilmérnök, kötőipari szakértő, a volt Halasi Kötöttárugyár termelési főmérnöke.

## Életpályája, munkássága
Szülei Mazán Kálmán és Viszkok Julianna. A kötő szakmát már gyermekkorában, a család kötő üzemében megismerte és megszerette. Az érettségi vizsga letétele után itt lett kötő tanuló, majd kötő segéd. 1949-ben felvették a Budapesti Műszaki Egyetem gépészmérnöki karára, ahol 1953-ban a textilgépész szakon szerzett mérnöki oklevelet.
Mérnökként első munkahelye a Váci Kötöttárugyár volt, de rövidesen meghívást kapott a Budapesti Műszaki Egyetem Vékássy Alajos vezette II. Textiltechnológia Tanszékére, ahol akkor a kötő- és konfekcióipar oktatása folyt. Innen 1955-ben az akkor alakult Kötszövőipari Mintázó Üzembe helyezték át, itt a kötőipar műszaki tájékoztató szolgálatánál angol és német szakfolyóiratok cikkeinek fordításait végezte és részt vett a mintagyártási feladatok kidolgozásában is. 1957-ben kinevezték a kötő üzemrész osztályvezetőjévé, de emellett vezette az iparági gyártmányfejlesztési csoportot is, amelynek feladata a kötő iparághoz tartozó vállalatok gyártmányfejlesztési munkájának irányítása volt.
A Kötszövőipari Mintázó Üzem 1963-ban megszűnt, ekkor Mazán Kálmánt a Textilipari Kutató Intézethez (TKI) helyezték át és a kötő osztály vezetésével bízták meg. Innen 1965-ben a Hungarotex Textilkülkereskedelmi Vállalat műszaki fejlesztési osztályára került, ahol az exportfejlesztések elősegítését célzó iparfejlesztési-beruházások kérdéseivel foglalkozott, de emellett másodállásban megtartotta a TKI-ben is korábbi beosztását.
A Hungarotex után útja 1970-ben a Hódmezővásárhelyi Divatkötöttárugyárhoz (HÓDIKÖT) vezetett. Itt műszaki-gazdasági tanácsadóként a vállalati rekonstrukció elvi előkészítése és a gépbeszerzésekre vonatkozó javaslatok kidolgozása volt a feladata.
Amikor a Könnyipari Minisztérium elhatározta, hogy Kiskunhalason korszerű, új felsőruházati kötöttárugyárat létesít, a technológiai berendezésekre vonatkozó javaslatok összeállítását Mazán Kálmánra bízták, majd 1975-ben az akkor már építés alatt álló Halasi Kötöttárugyárhoz helyezték át, a gépbeszerzések előkészítésének feladatával. A gyár megindulásakor termelési főmérnöknek nevezték ki és ezt a munkakört töltötte be 1990-ig, nyugdíjba vonulásáig.
Szaktudását nyugdíjasként is tovább hasznosította, a Halasi Kötöttárugyár megszűnését követően az annak helyén alakult Ertex Kft.-nél dolgozott 2002-ben bekövetkezett haláláig.
Igen széles körű szakismereteit, valamint angol és német nyelvismeretét felhasználva, pályafutása alatt a Könnyűipari Minisztérium és más hivatalos szervek és vállalatok számos alkalommal kérték ki a véleményét a kötőipart érintő szakmai kérdésekben. Óraadó tanárként általános gépészeti ismereteket tanított a Bláthy Ottó Villamosgépgyártó Technikum esti tagozatán, kötéstant és kötéstechnológiát az Iparművészeti Főiskolán, rendszeresen készített fordításokat az Országos Műszaki Könyvtár részére. Több kötőipari szakkönyv szerzője ill. társszerzője volt, publikációi jelentek meg a Magyar Textiltechnikában és a Textilipari Műszaki és Tudományos Egyesület kötő szakosztálya által kiadott Kötőipari Szemlében, előadásokat tartott hazai és nemzetközi textilipari konferenciákon.
A Textilipari Műszaki és Tudományos Egyesületnek aktív tagja volt, folyamatosan részt vett a kötő szakosztály vezetőségének munkájában, amiért 1963-ban a Könnyűipar Kiváló Dolgozója kitüntetésben részesítették. A honvédségi ruházat korszerűsítése terén végzett munkájáért 1967-ben a Honvédelmi Érdemérem kitüntetést vehette át.